# Walisische Badmintonmeisterschaft 1960
Die Walisische Badmintonmeisterschaft 1960 fand in West Aberthaw statt. Es war die neunte Austragung der nationalen Titelkämpfe im Badminton in Wales.

## Titelträger
| Disziplin    | Sieger                       |
| ------------ | ---------------------------- |
| Herreneinzel | nicht ausgetragen            |
| Dameneinzel  | nicht ausgetragen            |
| Herrendoppel | J. C. Morgan Gordon Rowlands |
| Damendoppel  | C. Davies E. G. Davies       |
| Mixed        | J. C. Morgan C. Davies       |